# Fabula-LhT (revue)
Pour les articles homonymes, voir LHT.
Fabula-LhT (littérature, histoire, théorie) est une revue littéraire numérique gratuite créée en 2005 par Jean-Louis Jeannelle au sein du site Fabula et actuellement dirigée par Romain Bionda et Jean-Louis Jeannelle.

## Numéros
Depuis le n° 8, chaque livraison de Fabula-LhT est liée à un dossier d'Acta fabula, autre revue numérique, également hébergée sur le site Fabula.org.
- no 0 : Théorie et Histoire littéraire, en ligne, 2005.
- no 1 : Les Philosophes lecteurs, dir. Marie De Gandt, en ligne, 2006.
- no 2 : Ce que le cinéma fait à la littérature (et réciproquement), dir. Margaret Flinn et Jean-Louis Jeannelle, en ligne, 2006.
- no 3 : Complications de texte : les microlectures, dir. Marc Escola, en ligne, 2007.
- no 4 : L'Écrivain préféré, dir. Marielle Macé et Christophe Pradeau, en ligne, 2008.
- no 5 : Poétique de la philologie, dir. Sophie Rabau, en ligne, 2008.
- no 6 : Tombeaux de la littérature, en ligne, 2009.
- no 7 : Y a-t-il une histoire littéraire des femmes ?, dir. Audrey Lasserre, en ligne, 2010.
- no 8 : Le Partage des disciplines, dir. Nathalie Kremer, en ligne, 2011 ; lié à Acta fabula, vol. 12, n° 5, dossier 16.
- no 9 : Après le Bovarysme, dir. Marielle Macé, en ligne, 2012 ; lié à Acta fabula, vol. 13, n° 3, dossier 20.
- no 10 : L'Aventure poétique, dir. Florian Pennanech, en ligne, 2012 ; lié à Acta fabula, vol. 13, n° 9, dossier 24.
- no 11 : 1966 Annus Mirabilis, dir. Antoine Compagnon, en ligne, 2013 ; lié à Acta fabula, vol. 14, n° 8, dossier 31.
- no 12 : La langue française n'est pas la langue française, dir. Myriam Suchet et Samia Kassab, en ligne, 2014 ; lié à Acta fabula, vol. 16, n° 1, dossier 37.
- no 13 : La Bibliothèque des textes fantômes, dir. Laure Depretto et Marc Escola, en ligne, 2014 ; lié à Acta fabula, vol. 15, n° 9, dossier 35.
- no 14 : Pourquoi l'interprétation ?, dir. Françoise Lavocat, en ligne, 2015 ; lié à Acta fabula, vol. 16, n° 3, dossier 39.
- no 15 : « Vertus passives » : une anthropologie à contretemps, dir. Matthieu Vernet et Alexandre de Vitry, en ligne, 2015 ; lié à Acta fabula, vol. 16, n° 6, dossier 41.
- no 16 : Crises de lisibilité, dir. Jan Baetens et Éric Trudel, en ligne, 2016 ; lié à Acta fabula, vol. 18, n° 5, dossier 45.
- no 17 : Pierre Ménard, notre ami et ses confrères, dir. Arnaud Welfringer, en ligne, 2016.
- no 18 : Un je-ne-sais-quoi de « poétique », dir. Nadja Cohen et Anne Reverseau, en ligne, 2017 ; lié à Acta fabula, vol. 18, n° 6, dossier 46.
- no 19 : Les Conditions du théâtre : le théâtralisable et le théâtralisé, dir. Romain Bionda, en ligne, 2017 ; jumelé à Acta Litt&Arts, n° 4, Les Conditions du théâtre : la théâtralisation, dir. id., en ligne, 2017 ; liés à Acta fabula, vol. 18, n° 8, dossier 47.
- no 20 : Le Moyen Âge pour laboratoire, dir. Florent Coste et Amandine Mussou, en ligne, 2018 ; lié à Acta fabula, vol. 19, n° 2, dossier 49.
- no 21 : Anthropologie et Poésie, dir. Nicolas Adell, Vincent Debaene et Amalia Dragani, en ligne, 2018 ; lié à Acta fabula, vol. 19, n° 5, dossier 50.
- no 22 : La Mort de l'auteur, dir. Romain Bionda et Jean-Louis Jeannelle, en ligne, 2019 ; lié à Acta fabula, vol. 20, n° 6, dossier 54.